# 忠州直隸州
忠州，是清代四川省下轄的一個直隸州。

忠州在四川省的位置（1820年）

本明代忠州，清代仍置。屬重慶府。雍正十二年(1734年)，升為直隸州，以重慶府之酆都縣、墊江縣，及夔州府之梁山縣（現梁平區）來隸。民國後改忠縣，今屬重慶市。